# Евергетидски манастир
Манастирът „Света Богородица Евергетида“ (на гръцки: Θεοτόκος Εύεργέτις, букв. Богородица Благодетелка), изевестен като Евергетидски манастир или само като Евергет(ис), е православен манастир в европейските предградия на византийската столица Константинопол, който бил основан през 1048/1049 г. и оцелял до XIII век.

## История
Манастирът е основан през 1048/1049 г., когато някой си Павел се оттегля в имението си, разположено на около 3 km от стените на Константинопол, и се установява там като монах. Към него се присъединили още няколко монаси и били построени няколко килии, за да приютят малката им общност.  Когато Павел умира през 1054 г., неговият приемник като игумен Тимотей става вторият ктитор на манастира. Тимотей успява да натрупа достатъчно средства, за да построи нова църква, наречена „Света Богородица Евергетида“, на която бил назован манастирът, и по-големи килии, а около 1055 той съставя и манастирски правилник (типик) от две части: Пролог с правилата на ежедневния живот и Синаксар с указания за литургията за всеки ден от църковната година. Типикът е използван като модел за основния типик на редица големи византийски манастири, като тези на „Богородица Космосотира“, „Илиу Вомон“, Кехаритомен и Хиландар, и е основният източник на информация за самия Евергетидски манастир.
Според типика манастирът е включвал гостоприемница за пътници и е притежавал метох в рамките на Константинопол. Един от основните ктитори на манастира е сръбският княз и архиепископ Сава, който го посещава често между 1196 и 1235 г. По време на Латинската империя манастирът става подчинен на манастира Монте Касино, но изглежда, че на гръцките монаси от Евергета е било позволено да останат в него. Манастирът изчезва от архивите след XIII век.

## Допълнителна информация
- ((ru)) Дмитриевски, А. (1895). Описание литургическихъ рукописей, хранящихся въ библиотекахъ Православного Востока. Томъ 1: Τυπικα.. Kiev: G. T. Korchak-Novichky, pp. 256–614, архив на оригинала от 30 декември 2016, http://byzantinorossica.org.ru/dmitrievskii.html, посетен на 26 януари 2024
- ((fr)) Gautier, Paul (1982). Le typikon de la Théotokos Évergétis. – Revue des études byzantines, 40,  5–101, doi:10.3406/rebyz.1982.2131, https://www.persee.fr/doc/rebyz_0766-5598_1982_num_40_1_2131

|  | Тази страница частично или изцяло представлява превод на страницата Theotokos Euergetis Monastery в Уикипедия на английски. Оригиналният текст, както и този превод, са защитени от Лиценза „Криейтив Комънс – Признание – Споделяне на споделеното“, а за съдържание, създадено преди юни 2009 година – от Лиценза за свободна документация на ГНУ. Прегледайте историята на редакциите на оригиналната страница, както и на преводната страница, за да видите списъка на съавторите. ВАЖНО: Този шаблон се отнася единствено до авторските права върху съдържанието на статията. Добавянето му не отменя изискването да се посочват конкретни източници на твърденията, които да бъдат благонадеждни. |